# Lac Bergeron (rivière François-Paradis)
Pour les articles homonymes, voir Lac Bergeron et Bergeron.
Le lac Bergeron est un plan d'eau douce du bassin versant de la rivière aux Chutes, situé dans le territoire non organisé de Mont-Valin, dans la municipalité régionale de comté (MRC) Le Fjord-du-Saguenay, dans la région administrative de la Saguenay-Lac-Saint-Jean, dans la province de Québec, au Canada.
La foresterie constitue la principale activité économique du secteur. Les activités récréotouristiques arrivent en second. Le lac Bergeron s’avère l’un des plus grands plans d'eau de la zec Onatchiway.
La route forestière R0208 remonte vers le Nord en empruntant la vallée de la rivière Shipshaw, puis bifurque vers le Nord-Est pour contourner par le Nord le bassin versant du lac Rouvray et se redirige vers le Sud-Est en passant du côté Ouest du lac Maria-Chapdelaine et du côté Est du lac Bergeron. La route forestière R028 rejoint la route R0208 à 2,0 km au Nord-Est de l’embouchure du lac Bergeron. Ces routes est utiles pour les besoins de la foresterie et des activités récréotouristiques,,.
La surface du lac Bergeron est habituellement gelée de la fin novembre au début avril, toutefois la circulation sécuritaire sur la glace se fait généralement de la mi-décembre à la fin mars.

## Géographie
Les principaux bassins versants voisins du lac Bergeron sont :
- Côté Nord : Rivière François-Paradis, lac Maria-Chapdelaine, rivière La Maria, lac Rond, rivière La Sorbie, réservoir Pipmuacan, rivière Manouaniche, rivière des Chutes ;
- Côté Est : Lac Vanel, rivière aux Sables, lac Itomamo, rivière Portneuf, lac Laflamme (rivière Tagi) ;
- Côté Sud : Rivière à la Hache, rivière Beauséjour, rivière Wapishish ;
- Côté Ouest : rivière Florian, lac au Poivre, rivière Onatchiway, rivière Shipshaw, rivière Péribonka, Petit lac Onatchiway, lac Onatchiway[1].

Le lac Bergeron comporte une longueur de 4,9 km, une largeur maximale de 1,0 km et une altitude de 548 m. Ce plan d’eau reçoit du côté Nord-Ouest, les ruisseaux des Roitelets et aux Oiseaux ; du côté Sud-Est, les ruisseaux Chasse-Midi et deux décharges de lacs ; et de l’Ouest, la rivière Florian.
Le lac Bergeron est situé entièrement en milieu forestier dans le territoire non organisé de Mont-Valin et presqu’à la limite Est de la zec Onatchiway. Il est enclavé entre les montagnes de proximité dont les principaux sommets atteignent 668 m à l’Est, 683 m à l’Ouest et 661 m au Sud-Ouest.
L’embouchure du lac Bergeron est localisée à :
- 32,6 km au Sud-Est du barrage à l’embouchure du lac Pamouscachiou (réservoir Pipmuacan) ;
- 70,5 km au Sud-Est du barrage de la Centrale Bersimis-1 ;
- 146,3 km au Sud-Ouest de l’embouchure de la rivière Betsiamites ;
- 123,4 km à l’Ouest du centre-ville de Forestville ;
- 83,3 km au Nord du centre-ville de Chicoutimi (désigné Saguenay) ;
- 34,8 km au Sud-Est de l’embouchure de la rivière aux Chutes[4],[1].

À partir de l’embouchure du lac Bergeron, le courant descend sur 33,2 km d’abord vers le Nord-Est sur 7,3 km en suivant le cours de la rivière François-Paradis jusqu’au lac Maria-Chapdelaine qu’il traverse sur 4,0 km vers le Nord, puis généralement vers le Nord-Est en suivant le cours de la rivière La Maria, la rivière La Sorbie et la rivière aux Chutes, pour aller se déverse dans une baie sur la rive Sud du réservoir Pipmuacan.

## Toponymie
Le toponyme « Lac Bergeron » a été officialisé le 5 décembre 1968 par la Commission de toponymie du Québec.